# Запис Генчића храст (Дубље)
Запис Генчића храст (Дубље) се налази на парцели чији је власник Генчић Стојан.

## Локација
| Општина             | Свилајнац                                                        |
| Катастарска општина | Дубље                                                            |
| Потес               | Падина                                                           |
| Координате          | 44° 11′ 40″ С; 21° 13′ 04″ И / 44.194499999999998° С; 21.2179° И |
| Надморска висина    | 141m                                                             |

## Карактеристике
Дендрометријске вредности утврђене на терену и сателитским снимцима:
| Стабло                     | Храст |
| Висина стабла              | m     |
| Обим дебла                 | m     |
| Пречник крошње             | 12m   |
| Пречник дебла              | m     |
| Висина дебла до прве гране | m     |

## База записа
Запис је у оквиру Викимедија пројекта "Запис - Свето дрво" заведен под редним бројем 1147.